# Zanomys ochra
Espèce
Zanomys ochra est une espèce d'araignées aranéomorphes de la famille des Macrobunidae.

## Distribution
Cette espèce est endémique des États-Unis. Elle se rencontre en Californie, en Arizona et en Utah.

## Description
La femelle holotype mesure 2 mm.

## Systématique et taxinomie
Cette espèce a été décrite par Leech en 1972.

## Publication originale
- Leech, 1972 : « A revision of the Nearctic Amaurobiidae (Arachnida: Araneida). » Memoirs of the Entomological Society of Canada, vol. 84, p. 1-182.